# Wulf Schönbohm
Wulf Eberhard Schönbohm (* 17. Januar 1941 in Bad Saarow, Brandenburg; † 27. April 2021) war ein deutscher Studentenverbandsvorsitzender (RCDS), Politiker (CDU) und Autor.

## Leben
Wulf Schönbohm studierte nach seinem Abitur 1961 in Kassel an den Universitäten in Bonn und Berlin Politikwissenschaften, Soziologie und Philosophie.
Von 1967 bis 1968 war er Bundesvorsitzender des Ring Christlich-Demokratischer Studenten. 1969/70 war Schönbohm federführend tätig beim Entstehen und Chefredakteur der RCDS-nahen Zeitschrift Sonde (heute fusioniert zu Civis mit Sonde), die in den 1970er Jahren eine wichtige Rolle im CDU-internen Reformprozess spielte. 1971/72 war er Vorsitzender der JU Rheinland. 1968 bis 1983 war Schönbohm Mitarbeiter der CDU-nahen Konrad-Adenauer-Stiftung. 1984 promovierte er an der Universität Bonn.
Schönbohm galt als Intellektueller, der die Union programmatisch und inhaltlich modernisieren half, während sein Freund und Weggefährte Peter Radunski als Wahlkampfmanager und Kommunikationsstratege ein modernes Image für Partei und Spitzenpersonal kreierte. Zusammen mit Politikern und Funktionären wie Horst Teltschik, Ulf Fink, Warnfried Dettling, Stephan Eisel und anderen Vertretern dieser Generation wurden als „die 68er der CDU“ beschrieben oder nannten sich selbst medienwirksam „alternative Achtundsechziger“, weil sie während der Zeit der westdeutschen Studentenbewegung politisch aktiv und sozialisiert wurden: Sie schärften ihr Profil in Auseinandersetzungen mit den Linken, galten in der Union aber selbst als Radikale, die mit ähnlich provokativer Haltung und ähnlichem Jargon den „Marsch durch die Institutionen“ antraten. Schönbohm wurde gar – auch wegen seines Barts, seiner Halbglatze und seiner Lederjacke – als „Lenin der CDU“ etikettiert.
Schönbohm setzte sich Jahrzehnte später mehrfach in Interviews, Vorträgen und Gastbeiträgen mit „1968“ und den eigenen Erlebnissen dieser Zeit öffentlich auseinander. Mit Heiner Geißler, Peter Radunski, Peter Gauweiler und Horst Teltschik wirkte Schönbohm 1988 mit in der ZDF-Dokumentation Die anderen 68er : Dutschkes Gegenspieler und was aus ihnen wurde.
Schönbohm war 1983 bis 1989 ein enger Mitarbeiter Heiner Geißlers. Schönbohms Schlüsselroman Parteifreunde. Ein Roman aus der Provinz (1990) thematisiert in Anlehnung an die realen Geschehnisse des Jahres 1989 die Intrigen zwischen Bundeskanzleramt, Parteizentrale, Bundes- und Landespolitikern. Der Roman wurde 1993 im Auftrag des WDR verfilmt und unter dem Titel Stunde der Füchse im ARD-Fernsehen ausgestrahlt.
Schönbohm leitete später die Abteilung Grundsatz und Planung im Staatsministerium Baden-Württemberg. Von 1997 bis 2004 leitete er das Auslandsbüro der Konrad-Adenauer-Stiftung in Ankara.
Sein Bruder Jörg war ebenfalls CDU-Politiker und Innenminister Brandenburgs.

## Schriften
- Die herausgeforderte Demokratie. Deutsche Studenten zwischen Reform und Revolution. (mit Jürgen Bernd Runge, Peter Radunski) Hase und Koehler Verlag, Mainz 1968.
- Die Thesen der APO. Argumente gegen die radikale Linke. Hase und Koehler Verlag, Mainz 1969, 80 S.
- Die CDU wird moderne Volkspartei. Selbstverständnis, Mitglieder, Organisation und Apparat 1950–1980. Klett-Cotta, Stuttgart 1985 ISBN 3-608-91233-9 (Dissertation an der Universität Bonn im Jahr 1984)
- Parteifreunde. Ein Roman aus der Provinz. Roman, Econ, Düsseldorf 1990/1993 [ein Schlüsselroman über den Streit zwischen Helmut Kohl und Heiner Geißler][8]
- Wulf Schönbohm (Hrsg.): Deutschland-Perspektiven. Positionen, Analysen, Kommentare zu den zehn wichtigsten gesellschaftspolitischen Fragen. Olzog, München 1994. ISBN 3-7892-8240-5
- Wulf Schönbohm (Hrsg.): CDU-Programmatik : Grundlagen und Herausforderungen. Olzog, München 1981.
- Wulf Schönbohm (Hrsg.): Verfassungsfeinde als Beamte? : die Kontroverse um die streitbare Demokratie. Olzog, München 1979.
- CDU : Porträt einer Partei. Olzog, München 1979.
- „Linksradikale Gruppen im Lehrlingsbereich“, in: Aus Politik und Zeitgeschichte B 51/72, 16. Dezember 1972, S. 3–31. files/1972-51-/Apuz 1972 51 Linksradikale Gruppen im Lehrlingsbereich.pdf Volltext-PDF, abgerufen am 1. August 2025
- „Funktion, Entstehung und Sprache von Parteiprogrammen“, in: Aus Politik und Zeitgeschichte B 34–35/74, 24. August 1974, o. S. Volltext Webarchiv, abgerufen am 1. August 2025
- „Das CDU-Grundsatzprogramm: Dokument politischer Erneuerung“, in: Aus Politik und Zeitgeschichte B 51–52/79, 22. Dezember 1979, o. S. Volltext Webarchiv, abgerufen am 1. August 2025